# Prithivi
Prithivi, egyéb átírásban Prithvi (dévanágari: पृथ्वी, pṛthvī) a Föld szanszkrit neve, valamint egy dévi (istennő) neve a brahmanizmusban.
Agni méhe, az Anya, akinek méhében a Föld magzatként formálódott. Időnként Djausz-Prithivi vagy Djava-Prthivi néven egységet alkot az Éggel, de továbbra is szorosan összefügg a földműveléssel.
Pṛthivī Mātā mint "Földanya" jelenik meg, szembeállítva Djausz Pita-val, az "Ég Atyjával". A Rigvédában a Földet és az Eget elsősorban Djava-Prthivi néven tárgyalják.
A későbbi hinduizmus Bhúmi déví ként tartja számon.

## Fordítás
- Ez a szócikk részben vagy egészben  a   Prithvi című angol Wikipédia-szócikk fordításán alapul.  Az eredeti cikk szerkesztőit annak laptörténete sorolja fel. Ez a jelzés csupán a megfogalmazás eredetét és a szerzői jogokat jelzi, nem szolgál a cikkben szereplő információk forrásmegjelöléseként.